# Omroepvereniging VARA

O sétimo e último logotipo da VARA foi utilizado de 7 de março de 2002 a 23 de agosto de 2017.

A Omroepvereniging VARA (também conhecida como VARA Broadcasting Association) foi organização pública holandesa de radiodifusão fundada em 1925 com o nome Vereeniging van Arbeiders Radio Amateurs (Associação de Radioamadores Trabalhadores). A associação foi membro da Nederlandse Publieke Omroep.
Na era da pilarização holandesa, a VARA manteve laços estreitos com o Partido dos Trabalhadores Social-Democratas e seu sucessor, o Partido Trabalhista. Por muitos anos, os presidentes da VARA, como Marcel van Dam e André Kloos, foram membros proeminentes do partido. 
Em 1 de janeiro de 2014, a VARA foi incorporada ao BNN para formar o BNNVARA.